# Bùi Quang Huy
Bùi Quang Huy (né le 24 juillet 1982 dans le district de Thái Thụy au Viêt Nam) est un footballeur international vietnamien, qui évolue au poste de gardien de but.

## Biographie

### Carrière en sélection
Bùi Quang Huy reçoit 34 sélections en équipe du Viêt Nam entre 2004 et 2010.
Il participe avec cette équipe à la Coupe d'Asie des nations 2007. Le Viêt Nam atteint les quarts de finale du tournoi, en étant battu par l'Irak.

## Palmarès
Nam Định
| - Championnat du Viêt-Nam : - Vice-champion : 2004. - Coupe du Viêt-Nam (1) : - Vainqueur : 2007. |  | - Supercoupe du Viêt-Nam : - Finaliste : 2007. |